# Mauro De Pellegrini
Mauro De Pellegrini (* 10. Oktober 1955 in Reggio nell’Emilia oder in Castelnovo di Sotto) ist ein ehemaliger italienischer Radrennfahrer.

## Sportliche Laufbahn
De Pellegrini war Straßenradsportler. Er war Teilnehmer der Internationalen Friedensfahrt 1978 (ausgeschieden) und der Olympischen Sommerspiele 1980 in Moskau. Im Mannschaftszeitfahren kam Italien mit Mauro De Pellegrini, Gianni Giacomini, Ivano Maffei und Alberto Minetti auf den 5. Platz.
1977 gewann er mit Mirko Bernardi, Vito Da Ros und Dino Porrini die Silbermedaille im Mannschaftszeitfahren bei den UCI-Straßen-Weltmeisterschaften.
Bei den Mittelmeerspielen 1979 gewann er mit Ivano Maffei, Gianni Giacomini und Alberto Minetti die Goldmedaille im Mannschaftszeitfahren. Im Eintagesrennen Trofeo Gino Visentini war er 1976 erfolgreich. 1979 gewann er eine Etappe im Giro d’Italia der Amateure. 1981 siegte De Pellegrini in der Trofeo Baracchi für Amateure mit Stefano Boni als Partner. Im November 1982 beendete er seine Radsportkarriere, ohne Profi geworden zu sein.